# RASED
RASED (fr. Réseau d'aides spécialisées aux élèves en difficulté) – francuski program rządowy specjalistycznej pomocy dla uczniów z trudnościami w nauce wprowadzony w 1990, znacznie rozszerzony i zreformowany w latach 2012-2013. Celem programu jest rozwijanie potencjału wszystkich uczniów, doprowadzenie ich do opanowania wspólnej bazy wiedzy, umiejętności i kultury, przy jednoczesnym zapewnieniu każdemu z nich warunków odniesienia sukcesu w życiu.
Założenia programu odnoszą się w głównej mierze do profilaktyki edukacyjnej. Ustalają przede wszystkim sposób organizacji dodatkowej, szkolnej, specjalistycznej kadry nauczycielskiej, która wspomagać ma uczniów ze szczególnymi trudnościami w nauce. Program składa się z dwóch, łączących się ze sobą form pomocy (stopni): specjalistycznej i spersonalizowanej. Mogą one następować jedna po drugiej lub oddziaływać symultanicznie. 
W ramach pierwszego stopnia RASED współdziałają ze sobą różni specjaliści: psycholodzy szkolni, nauczyciele reedukacyjni oraz pedagodzy. Obejmują oni wsparciem dzieci w wieku od trzech do jedenastu lat. Po przejściu uczniów go gimnazjum, czyli francuskiego kolegium, w przypadku pogłębienia się problemów w nauce, interweniuje kolejny program – SEGPA (Sections d'enseignement général et professionnel adapté). Praca specjalistów w ramach pierwszego stopnia RASED ukierunkowana jest na wyrównywanie różnic pomiędzy uczniami i jest uzupełnieniem pracy nauczycieli przedmiotowych i wychowawców, np. poprzez bezpośrednie interwencje w klasach, w czasie zajęć.
W ramach drugiego stopnia RASED uczniowie biorą udział w spersonalizowanym programie edukacyjnym za pisemną zgodą rodziców i na podstawie umowy sporządzanej pomiędzy nauczycielami, pedagogami, rodzicami i uczniem. Jest to pomoc doraźna, intensywna, trwająca najwyżej do kilkunastu tygodni.